# Farum Midtpunkt
 For alternative betydninger, se Farum Midtpunkt (dokumentarfilm).
Farum Midtpunkt er en bebyggelse i Farum.
Bygningerne blev opført 1970-1974 ved arkitekterne Jørn Ole Sørensen, Viggo Møller-Jensen og Tyge Arnfred.
En dokumentarfilm fra 1972 af Morten Arnfred og Peter Avondoglio handler om bebyggelses arkitektur.